# Hohnbach
Hohnbach ist ein Ortsteil der Stadt Colditz im Landkreis Leipzig in Sachsen.

## Lage und Erreichbarkeit
Hohnbach liegt circa 3 km südwestlich der Stadt Colditz und ist über die B 107 und die S44 zu erreichen.

## Geschichte
Bereits 1157 wurde nachweislich eine Tongrube in Hohnbach errichtet. Als Siedlung wird Hohnbach erstmals 1368 als ein Straßenangerdorf mit Rittergut in Urkunden erwähnt. Im Schmalkaldischen Krieg wurde Hohnbach am 22. April 1547 fast vollständig verwüstet. Im Ort existierte ein Rittergut.
Ende April 1945 wurde das Dorf durch amerikanischen Panzerbeschuss schwer in Mitleidenschaft gezogen.
Durch den in den Nachkriegsjahren erfolgten Zustrom von schlesischen und ostpreußischen Flüchtlingen hatte der Ortsteil etwa 700 Einwohner und gehörte zu den größten Ortsteilen der Stadt Colditz. Heute ca. 260.